# Nepukalka obtížná

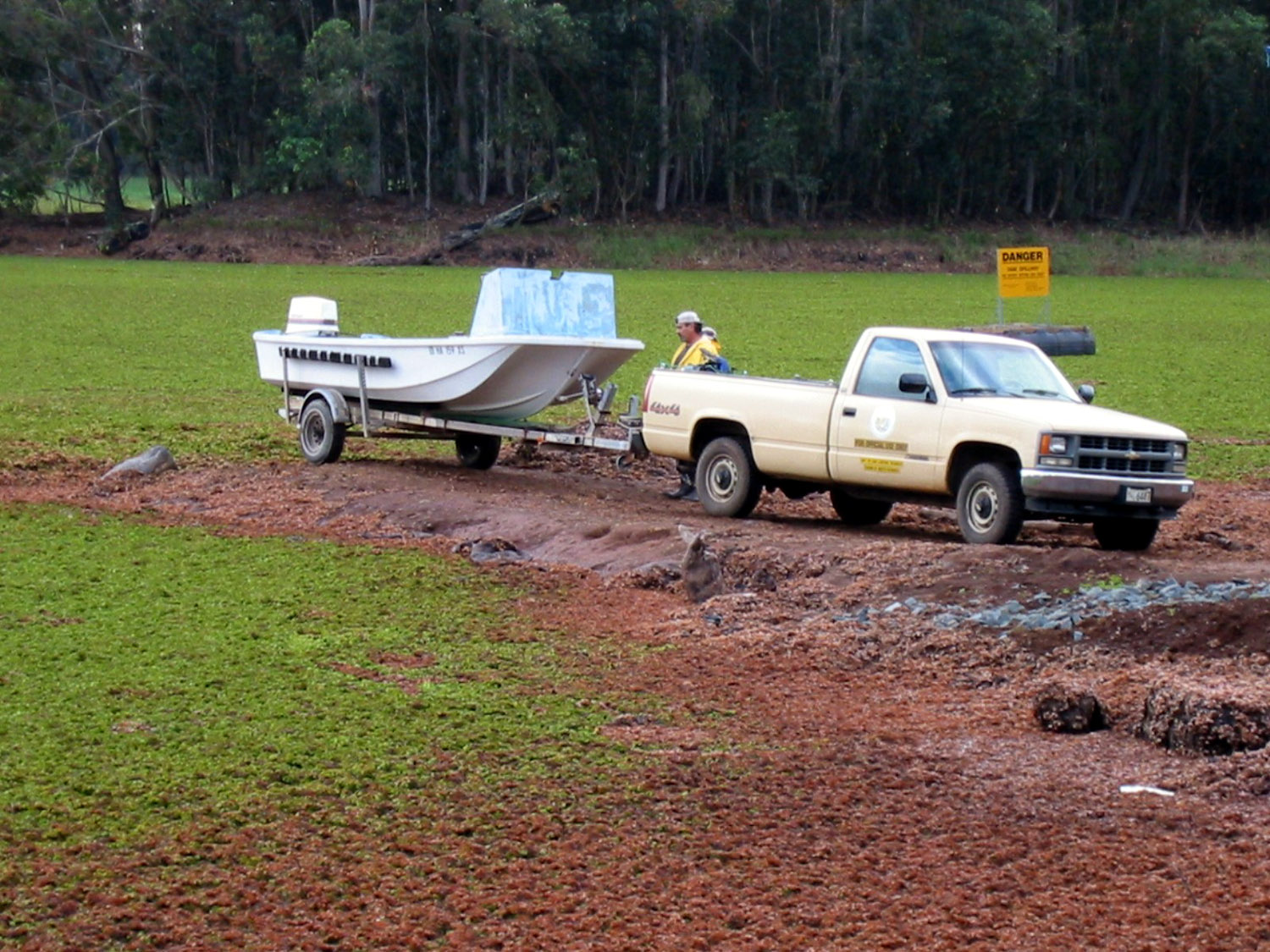
Souvislý porost na hladině jezera

Nepukalka obtížná (Salvinia molesta) je vodní plovoucí kapradina z čeledi nepukalkovité, s přirozeným nalezištěm v jihovýchodní Brazílii a na jižním pobřeží Severní Ameriky, hlavně v oblasti Mexického zálivu. Tato volně plovoucí rostlina se svými kořeny neváže k půdě, ale místo toho zůstává schopná plout svým tělem po hladině.
Mezinárodní unií pro ochranu přírody IUCN byla Nepukalka v roce 2000 zařazena mezi 100 nejhorších invazních druhů světa.

## Popis
Její lodyhy jsou tenké, málo větvené a křehké, 10–15 cm dlouhé. Listy má vstřícné, plovoucí na hladině, s krátkým řapíkatým, široce eliptickým koncem čepele. Na spodní straně je nepukalka hustě chlupatá a na svrchní straně s papilami 0,2–0,8 mm dlouhými, uspořádanými do řad mezi žilkami a na konci zakončené volným svazečkem trichomů. Na spodní straně se nachází 8–15 nitkovitých, nezelených úkrojků připomínajících kořeny.

## Rozmnožování
Rozmnožuje se pouze nepohlavně. Tudíž vyrůstá z řízků, které byly odděleny od mateřské rostliny, dělením delších lodyh na kratší části. Je také známa tím, že je producentem spór, ale tyto spóry jsou geneticky vadné a nevyprodukují novou životaschopnou rostlinu.

## Výskyt a ekologie
Jejím přirozeným nalezištěm jsou říčky s čistým tokem vody. Tato rostlina upřednostňuje růst v mírném či subtropickém klimatickém pásu, a tudíž toleruje kolísání nízkých a vysokých teplot. Roste hlavně v nížinách a pahorkatinách, obsazuje stojaté vody rybníků, jezer, kanálů a mrtvých ramen řek, přechodně přežívá i na mokrých bahnitých dnech.

## Využití
Je vhodná k zastínění akvária a také k odčerpání přebytečných živin, kterých má vzhledem k rychlému růstu značnou spotřebu. Proto je běžně využívána jako dekorativní plovoucí rostlina do akvárií, pro úkryty potěru či stavbu hnízd akvarijních ryb.